# Erica von Kager
Erica von Kager, nascida em 28 de abril de 1890 em Zurique e falecida em 26 de março de 1975 em Bolzano, foi uma pintora e ilustradora suíça de livros infantis.

## Biografia
Nascida em 28 de abril em Zurique, Erica von Kager estudou em Basileia e Munique antes de fazer aulas na Academia Julian em Paris . Seus temas são flores e infância .

## Publicação
- (em alemão)  Ernst Eschmann; Erika von Kager,  Der Geisshirt von Fiesch, Zürich: Rascher, 1933 (ver no worldcat)